# SimCity 64
 SimCity 64  (シムシテイー６４)　es un videojuego de HAL Labolatory para la consola N64DD, originalmennte se pensó como una secuela del lanzamiento del SNES (Nintendo DS) del juego original de SimCity (SimCity) Elementos de la versión SNES se encuentran en  SimCity 64 , incluyendo el Dr. Wright, el asesor de la ciudad. Aunque el modo de juego general en  SimCity 64  es similar al  SimCity 2000 , las texturas gráficas del juego y los tilesets de construcción son considerablemente diferentes. Sin embargo, el juego se divierte varias características avanzadas que no se vieron en  SimCity 2000  o incluso  SimCity 3000 : La capacidad de ver la ciudad por la noche (ahora también disponible en SimCity 4 '), el itinerario libre de peatones de una ciudad, y los vehículos de carretera y peatones individuales (que sólo se podían ver mientras se encontraban en el modo de itinerancia libre). Las ciudades del juego también se presentan en gráficos híbridos 3D. La encarnación 64DD del juego  SimCopter .
- Datos: Q2545123